# Diacranthera
Diacranthera é um género botânico pertencente à família Asteraceae.